# Derek Raivio
Derek Raivio, né le 9 novembre 1984 à Vancouver dans l'État de Washington, est un joueur américain de basket-ball. Il est le fils de Rick Raivio, également basketteur professionnel, qui joua notamment à Montpellier en France.

## Biographie
Le 7 juillet 2015, il s'engage avec le SLUC Nancy.